# Esporte na França
O Esporte na França tem um proeminente papel na sociedade francesa.
Os esportes populares na França são futebol, basquetebol, rugby union, automobilismo, handebol, tênis, ciclismo e iatismo. A França participou da primeira Olimpíada da Era Moderna, em 1896.